# Stradci, Iavoriv
Stradci (în ucraineană Страдч) este un sat în comuna Poricicea din raionul Iavoriv, regiunea Liov, Ucraina.

## Demografie
Componența lingvistică a localității Stradci
     Ucraineană (98,84%)
     Alte limbi (1,17%)
Conform recensământului din 2001, majoritatea populației localității Stradci era vorbitoare de ucraineană (98,84%), existând în minoritate și vorbitori de alte limbi.